# Архат
Арха́т (каз. Арқат) — село у складі Абайського району Абайської області Казахстану. Адміністративний центр Архатського сільського округу.
Населення — 711 осіб (2021; 816 у 2009, 1541 у 1999, 1265 у 1989).
Національний склад станом на 1989 рік:
- казахи — 100 %

У радянські часи село називалось також Аркат, Жананур.